# Шлемм, Густав Адольф
Густав Адольф Шлемм (нем. Gustav Adolf Schlemm; 17 июня 1902, Гисен, Германская империя — 12 июля 1987, Вецлар, ФРГ) — немецкий композитор и дирижёр.

## Биография
С 1918 по 1923 год обучался в Консерватории Хоха во Франкфурте-на-Майне, ученик Бернхарда Зеклеса (композиция) и Фрица Бассермана (скрипка).
В 1923—1924 гг. корепетитор в оперном театре Кёнигсберга, затем дирижёр в Мюнстерской (1924—1929) и Херфордской (1929—1931) операх. В 1931—1933 гг. главный дирижёр Майнингенского земельного театра; был снят с должности нацистским культурным руководством за исполнение произведений еврейских композиторов (Феликса Мендельсона, Густава Малера, Генриха Каминского и своего учителя Зеклеса) и приглашение «нежелательного» Пауля Хиндемита в качестве солиста. С 1933 по 1935 год жил за счёт случайных заработков, затем смог найти работу дирижёра на радио в Гамбурге.
В 1937 году обосновался в Берлине и посвятил себя композиции, работал в качестве приглашённого дирижёра. Кинокомпозитор, написал музыку для 3-х кинофильмов.
После Второй мировой войны поселился в Вецларе, где основал Певческую академию (Singakademie) и оркестр.

## Избранные музыкальные сочинения
- Пассакалья для фортепиано, 1923
- Балетная музыка для оркестра, 1925
- 133-й псалом «Драгоценный камень» для хора, струнных инструментов и органа, 1927
- Пассакалья для симфонического оркестра, 1929
- Сюита для фортепиано и струнного оркестра, 1931
- Большая месса для хора и оркестра, 1932
- Сонатина для гобоя и фортепиано, 1933
- Рождественская кантата для голоса (сопрано) и фортепиано, 1934
- Соната для альта и фортепиано, 1934
- Пастораль и скерцо для гобоя и струнного квартета, 1936
- Балетная музыка для большого оркестра, 1937
- Полька-фугетта для большого оркестра, 1938
- Серенада для оркестра, 1939
- Три пьесы для фортепиано, 1940
- Концерт для скрипки с оркестром, 1941
- 1-я симфония для симфонического оркестра, 1942
- «Шварцвальдские маски», балет, 1943
- Концерт для фортепиано с оркестром, 1944
- 2-я симфония для симфонического оркестра, 1945
- Концерт для виолончели с оркестром, 1946
- Дивертисмент для скрипки и арфы, 1947
- Sinfonia ecclesiastica для струнного оркестра, 1948
- Сюита для фортепиано и струнного оркестра, 1949
- 20 песен для баритона и фортепиано, 1952
- Дивертисмент для виолончели и фортепиано

## Награды
- Офицер Ордена «За заслуги перед Федеративной Республикой Германия» (1970).